# راية السلام
راية السلام هي رمز لميثاق رويريتش. هذا الميثاق هو أول معاهدة دولية مكرسة لحماية المؤسسات الفنية والعلمية والمعالم التاريخية. جرى التوقيع عليه في 15 أبريل 1935. اقترح نيكولاس رويريتش راية السلام كميثاق دولي لحماية القيم الثقافية.

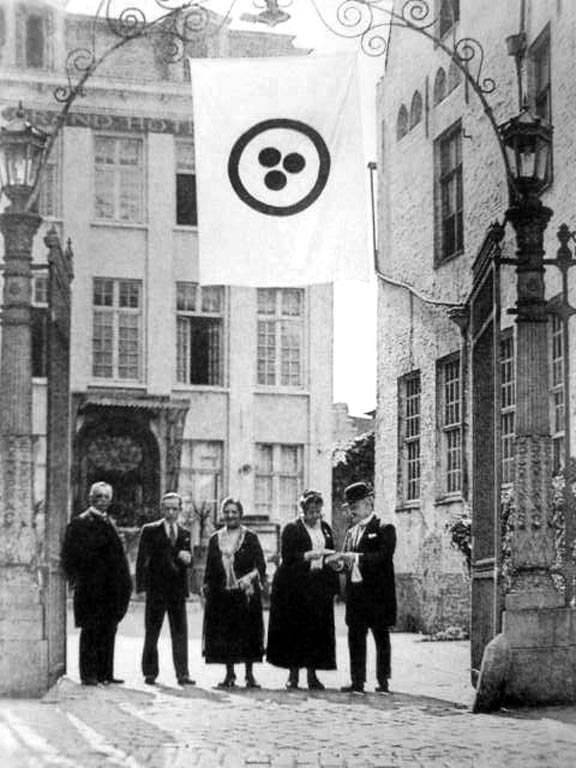
مندوبي المؤتمر الدولي الثاني المخصص لاتفاقية روريش. بروج ، أغسطس 1932.

## الأصل
كتب رويريتش في نص الاتفاقية:
«شعار السلام، كما هو معروف الآن، هو رمز ميثاق رويريتش. هذا المثل الأعلى الإنساني يوفر في مجال الإنجازات الثقافية للبشرية نفس الوصاية التي يوفرها الصليب الأحمر في التخفيف من المعاناة الجسدية للإنسان».
كان أصل فكرة روريش لإنشاء لافتة راية السلام رمزًا روسيًا قديمًا بواسطة أندريه روبليف. كتب رويريتش عن هذا في رسالته إلى البارون إم إيه تاوب:
«أخيرًا يمكنني أن أرسل لك صورة منزلية لآخر صورة لديَّ مكرسة لتعطي معنى اللافتة. يمكنك إظهار هذه الصورة لبعض أعضاء اللجنة وأيضًا لأي شخص، كما تعتقد، قد يكون مفيدًا. قل لجميع الجهلة الذين يحاولون استبدال تفسيراتهم القائمة على المصلحة الذاتية وسوء النية عن معنى هذه الصورة. ما قد يكون أقدم وأكثر أصالة من التصور البيزنطي الذي يمتد في عمق القرون إلى أصل المسيحية الموحد والذي نُفذ بشكل جميل في أيقونة روبليف» الثالوث المقدس للحياة«من الثالوث المقدس. سيرجيوس لافرا؟ فقط هذا الرمز - رمز المسيحية القديمة، المكرس لنا باسم القديس سرجيوس، يعطيني إشارة إلى علامتنا. يجري التعبير عن معناها في الصورة المقترحة مع الحفاظ على جميع العناصر ومواقعها وفقًا لأيقونة روبليف. دع هذه الصورة، ستكون معك في باريس في حالة حدوث أي محاولات جديدة للتدمير الموجودة بالفعل. بالإضافة إلى ذلك، أرسل إليكم صورة للقديسة ملكة اللافتة - مادونا أوريفلامما.»(رسالة من إن كي رويريتش إلى البارون إم تاوب، 13.02.1932.)
قدم رويريتش الرسوم التوضيحية التالية لوجود مكونات راية السلام في صور وأيقونات كبار المصلين الروحيين من مختلف الأديان:
«تجلب لنا منشوراتنا من مختلف البلدان اليوم الكثير من الأخبار حول نشر ميثاقنا لحماية القيم الثقافية. لقد تلقينا نسخة من أيقونة قديمة للعامل المعجزة القديس نيكولاس، والتي جرى تأكيدها للطباعة من قبل رئيس الأساقفة أنتوني. من مناطق أخرى، تلقينا صورة لطبعة كييف-بيتشيرسكايا لورا برس من عام 1860 لخدمة المبجل سرجيوس رادونيز، العامل المعجزة. ومن إسبانيا تلقينا صورة للقديس دومينغو من المخازن (المتحف الأثري بمدريد) ومن إسبانيا أيضًا تلقينا صورة للقديس ميخائيل رسمها بارتولوميو فيرميخو (1440)، وفي كل هذه الصور يمكن رؤية لافتة السلام، ومن المفيد تذكر ذلك بالنسبة للكثيرين».
عُثر على اللافتة أيضًا في معبد السماء. تتكون "ختم" لتيمورلنك من نفس العلامة. وعلامة الكنوز الثلاثة معروفة جيدًا للعديد من دول الشرق. ويمكن للمرء أن يرى على صندوق المرأة التبتية الشظية الكبيرة التي تشكل العلامة. نفس الشظية التي نراها أيضًا في الاكتشافات القوقازية وفي الدول الاسكندنافية. مادونا من ستراسبورغ لها نفس العلامة مثل القديسين الإسبان. نفس العلامة موجودة على أيقونات القديس سرجيوس والقديس نيكولاس عامل المعجزات. تُصوَّر العلامة كشظية صدر كبيرة على صدر المسيح على صورة هانس ميملنج المعروفة. وعندما نراجع الصور المقدسة للبيزنطيين والرومان، يربط الرمز نفسه الصور المقدسة الموجودة في جميع أنحاء العالم".

## شروط استخدام لافتة السلام
يجب أن تُدرج الآثار والمؤسسات، التي يُقترح إنشاء لافتة السلام عليها، من قبل الحكومات الوطنية في القائمة الخاصة.
المادة الرابعة
يجب على الحكومات الموقعة وتلك التي تنضم إلى هذه المعاهدة أن ترسل إلى اتحاد البلدان الأمريكية، في وقت التوقيع أو الانضمام، أو في أي وقت بعد ذلك، قائمة بالمعالم الأثرية والمؤسسات التي يرغبون في حمايتها المتفق عليها في هذه المعاهدة. يجب على اتحاد عموم أمريكا، عند إخطار الحكومات بالتوقيعات أو الانضمام، إرسال قائمة الآثار والمؤسسات المذكورة في هذه المقالة، وإبلاغ الحكومات الأخرى بأي تغييرات في القائمة المذكورة.
المادة الخامسة
تتوقف الآثار والمؤسسات المذكورة في المادة الأولى عن التمتع بالامتيازات المعترف بها في هذه المعاهدة في حالة استخدامها لأغراض عسكرية.
كتب رويريتش عن هذه الشروط:
«المؤسسات والمجموعات والبعثات المسجلة بموجب ميثاق رويريتش، تعرض علمًا مميزًا يمنحها الحق في الحماية والاحترام الخاصين من الدول والشعوب المتحاربة من جميع البلدان المشاركة في المعاهدة».
يتضح من الكلمات أعلاه أنه من أجل الحصول على حق عرض اللافتة المميزة، يجب تسجيل الشخص من قبل هيئات الميثاق. توجد نفس المكانة فيما يتعلق بعلامة مميزة للصليب الأحمر (والتي أُنشئت أيضًا على أساس الرمز القديم - الصليب).

## فعاليات ثقافية مهمة مع راية السلام
في عام 1990، قام رائدا الفضاء الروسيان ألكسندر بالاندين وأناتولي سولوفيف برحلة فضائية في المحطة المدارية مير حاملين راية السلام على متنها. استمرت هذه الرحلة من فبراير إلى أغسطس، بما في ذلك تسعة أيام مع وجود اللافتة خارج المركبة، لتكمل 144 دورة حول الأرض.
نُفذ مشروع «راية السلام» العلمي الدولي في عام 1997، مع تسليم راية السلام مرة أخرى إلى مير التي تدور حول العالم. كان الهدف من هذا الإجراء هو الدعوة لحماية الحياة والجمال على الأرض. عملت العديد من الطواقم الدولية في مير مع وجود اللافتة على متنها. قال رائد الفضاء بول فينوغرادوف، أحد المشاركين في المشروع:
«لقد رفعنا راية السلام فوق الأرض حتى يستثني الفضاء الثقافي فضاء الحرب والعداوة إلى الأبد. وندعو جميع الشعوب والأمم إلى بناء تعاون روحي علمي وفني جديد».